# David Hirst
David Eric Hirst (* 7. Dezember 1967 in Cudworth (South Yorkshire)) ist ein ehemaliger englischer Fußballspieler.

## Karriere

### Sheffield Wednesday (1986–1997)
David Hirst startete seine Spielerlaufbahn in der Saison 1985/86 bei seinem Heimatverein FC Barnsley in der zweitklassigen Second Division. Mit neun Treffern in achtundzwanzig Ligaspielen gelang ihm eine vielversprechende Debütsaison, die ihn bereits am 11. August 1986 zum Erstligisten Sheffield Wednesday führte. Mit der von Howard Wilkinson trainierten Mannschaft beendete Hirst (21 Spiele/6 Tore) die Football League First Division 1986/87 auf dem dreizehnten Tabellenrang. In der Saison 1989/90 traf David Hirst (38 Spiele/14 Tore) erstmals zweistellig, stieg jedoch als Drittletzter mit Sheffield in die zweite Liga ab. Deutlich besser lief es für den Verein 1990/91, als Wednesday im April 1991 durch ein 1:0 im Finale gegen Manchester United den englischen Ligapokal 1990/91 gewann und kurz darauf den direkten Wiederaufstieg in die erste Liga erreichte. David Hirst trug mit vierundzwanzig Ligatreffern einen entscheidenden Teil zu diesem Erfolg bei. Trainer Ron Atkinson übernahm nach diesem Erfolg Aston Villa, doch auch dessen Nachfolger Trevor Francis führte Sheffield in der First Division 1991/92 auf den dritten Platz. Hirst erzielte achtzehn Ligatreffer und lag damit in der Torschützenliste gemeinsam mit John Fashanu vom FC Wimbledon und Brian McClair von Manchester United auf dem vierten Platz. Eine weitere sehr gute Saison gelang der Mannschaft 1992/93. Nach einem frühen Aus im UEFA-Pokal 1992/93 erreichte Sheffield am 18. April 1993 das Finale des League Cup 1992/93, verlor dieses jedoch mit 1:2 gegen den FC Arsenal. Knapp einen Monat später bestritt das Team um Chris Woods, Chris Waddle, Viv Anderson und David Hirst das Finale um den FA Cup 1992/93. Gegner vor 79.347 Zuschauern in Wembley war erneut der FC Arsenal. David Hirst glich in der 61. Minute die frühe Führung von Ian Wright aus und erzwang somit ein Wiederholungsspiel. Die bereits fünf Tage später stattfindende Partie verlor Sheffield mit 1:2 n. V. und verpasste somit in beiden Pokalwettbewerben den Titelgewinn. Hirst hatte sich im Saisonverlauf einen Knöchelbruch zugezogen, der den Auftakt zu seiner Verletzungsmisere in den kommenden Jahren bildete. Nach zwei Spielzeiten mit nur wenigen Einsätzen erzielte er in der Premier League 1995/96 in dreißig Ligaspielen dreizehn Treffer und beendete die Saison mit seiner Mannschaft als Fünfzehnter.
Nach über elf Jahren und einhundertundsechs Ligatreffern wechselte David Hirst am 17. Oktober 1997 zum FC Southampton und erzielte in der Premier League 1997/98 neun Tore in achtundzwanzig Spielen. 1998/99 kehrten seine Verletzungsprobleme zurück und er bestritt gegen Ende der Saison lediglich zwei Ligaspiele, die seine letzten werden sollten. Im Verlauf der Saison 1999/2000 beendete der 32-Jährige auf den Rat seiner Ärzte vorzeitig seine Karriere.

### Englische Nationalmannschaft (1991–1992)
Am 1. Juni 1991 debütierte David Hirst mit 23 Jahren in der englischen Nationalmannschaft bei einem 1:0-Erfolg über Australien. In seinem zweiten Länderspiel eine Woche später in Neuseeland, erzielte der zur Pause eingewechselte Hirst in der 50. Minute seinen ersten Länderspieltreffer. Sein drittes und letztes Länderspiel bestritt er am 19. Februar 1992 beim 2:0-Heimerfolg über Frankreich. Hirsts Konkurrent im Sturm Alan Shearer profilierte sich in dieser Partie und eroberte den Platz im Angriff neben Gary Lineker. Neben Lineker und Shearer nominierte Nationaltrainer Graham Taylor mit Alan Smith und Nigel Clough zwei weitere Spieler für die EM 1992 und verzichtete damit auf David Hirst. Aufgrund zahlreicher Verletzungen fand Hirst nicht mehr zu seiner alten Form zurück und bestritt kein weiteres Länderspiel.

## Titel und Erfolge
- Ligapokalsieger: 1991 (1:0 gegen Manchester United)
- Ligapokalfinalist: 1993 (1:2 gegen den FC Arsenal)
- FA-Cup-Finalist: 1993 (1:1 und 1:2 n. V. gegen den FC Arsenal)